# Исабекян, Арам Эдуардович
Арам Эдуардович Исабекян (арм. Արամ Իսաբեկյան, 26 сентября 1952, Ереван, Арм. ССР, СССР) — армянский художник, народный художник Республики Армения (2019), заслуженный деятель искусств Республики Армения (2002), почётный доктор японского университета Сока (2010), почётный доктор Тбилисской государственной академии художеств (2017).

## Биография
1976 г. Арам Исабекян окончил Ереванский государственный художественно-театральный институт. С 1979 года преподает там же. В 1990 году получил звание доцента, с 1992 года профессор. Многожанровый художник (композиции, натюрморты, портреты). Работы находятся в разных музеях и в частных коллекциях.
С 1982 г. член Союза художников Армении, член Mеждународной ассоциации художников при ЮНЕСКО. С 1994 по сей день ректор Государственной академии художеств Армении. Начиная с 1976 года участвовал более чем в 200 республиканских и международных выставках, также принял участие в Каирском биеннале (Египет, 1976), биеннале, посвященном Данте (Равенна, Италия, 2001).

## Награды и звания
- 1999 Золотая медаль Министерства науки, образования РА
- 2001 Медаль Мовсеса Хоренаци
- 2002 Заслуженный деятель искусств Республики Армения
- 2019 Народный художник Республики Армения[4]

## Произведения
- «Натюрморт с трубой» (1982)
- «Письмо из Америки» (1988)
- «В мастерской» (1993)
- «Посвящение» (1992)
- «Портрет отца» (1995)
- «Фараон Мирзоян» (1997)
- «Варвара» (1999)
- Анна – цикл портретов (1995-1997)
- «Сон», (1991)
- «Рыцарь  и женщина», (1992)
- «Встреча», (1997)
- «Колдуня», (1999)
- «Венецианский мотив», (1999)

## Семья
- Отец — Эдуард Исабекян
- Мать — Арпеник Налбандян
- Жена — Ирина Багян—Исабекян, директор галереи Эдварда Исабекяна
- Сын — Мгер Исабекян
- Дочь — Анна Исабекян